# Georges le Syncelle
 (janvier 2025).
Si vous disposez d'ouvrages ou d'articles de référence ou si vous connaissez des sites web de qualité traitant du thème abordé ici, merci de compléter l'article en donnant les références utiles à sa vérifiabilité et en les liant à la section « Notes et références ».
Georges le Syncelle, en latin Georgius Syncellus, mort après 810, est un ecclésiastique et chroniqueur byzantin. 

## Biographie
Il a vécu de nombreuses années en Palestine comme moine quand il vient à Constantinople pour remplir le poste important de syncelle auprès de Tarasius, patriarche de Constantinople. Le syncelle, qui servait de secrétaire privé au patriarche, était généralement un évêque et l'ecclésiastique le plus important dans la capitale après le patriarche lui-même auquel souvent il succédait. Cependant Georges ne succéda pas à Tarasius et il se retira dans un monastère où il écrivit son Extrait de Chronographie (Ekloge chronographias), qui embrasse des événements du monde depuis Adam et Ève jusqu'au début du règne de Dioclétien.

## Ouvrage

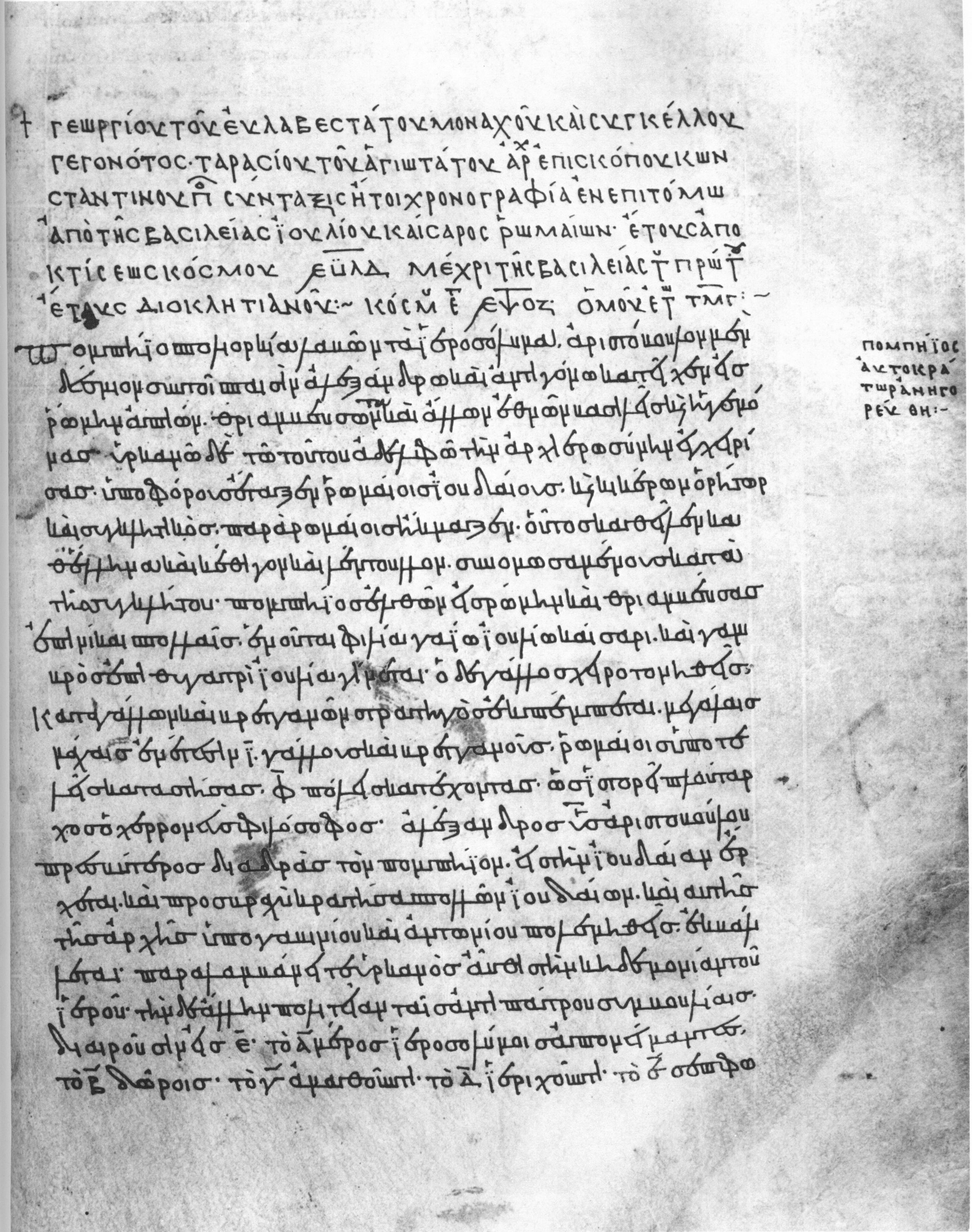
Chronique de Georges le Syncelle, (Oxford, Christ Church, MS. Wake 5, fol. 12r.).

Sa chronique, comme le dit son titre, est moins une histoire qu'une table chronologique avec des notes. Georges a continué la structure chronologique de Sextus Julius Africanus, en arrangeant ses événements strictement dans l'ordre chronologique et en les plaçant dans l'année où ils s'étaient passés. Constamment le texte est interrompu par de longues tables de dates, à ce point que Krumbacher l'a décrit comme étant « plutôt une grande liste historique [Geschichtstabelle] avec explications ajoutées, qu'une histoire universelle. » Georges apparaît comme un défenseur résolu de l'orthodoxie et cite des Pères grecs comme Grégoire de Naziance et Jean Chrysostome. Mais malgré leur intention religieuse et leur caractère sec et peu intéressant, les fragments d'auteurs anciens et de livres apocryphes conservés dans son œuvre lui donnent une certaine valeur. Par exemple, des parties considérables du texte original de la Chronique d'Eusèbe ont été restituées grâce à son travail. Ses autorités principales étaient Anniane d'Alexandrie et Panodore d'Alexandrie (moines qui ont vécu vers le début du Ve siècle), d'où Georges a tiré une grande partie de sa connaissance de l'histoire de Manéthon ; Georges dépend étroitement aussi d'Eusèbe, de Dexippe et de Sextus Julius Africanus.
La chronique du Syncelle a été continuée après sa mort par son ami Théophane. Anastase le Bibliothécaire a composé un Historia tripartita en latin, des chroniques du Syncelle, de Théophane et du patriarche Nicéphore. Ce travail, écrit entre 873 et 875, a fait prévaloir en Occident les dates choisies par le Syncelle pour les événements historiques. Pendant ce temps, en Orient, la gloire de Georges a été progressivement éclipsée par celle de Théophane.